# Gerti Deutsch
Gerti Deutsch (ur. 19 grudnia 1908 w Wiedniu, zm. 9 grudnia 1979 w Leamington Spa) – austriacka fotograf i fotoreporterka. Pracowała w Austrii i Wielkiej Brytanii. W latach 1938–1950 współpracowała z czasopismem Picture Post.

## Życiorys
Urodziła się w rodzinie żydowskiej. Ojciec Victor pochodził z czeskiego Cieszyna, a matka Ricka z Ołomuńca. W wieku szesnastu lat rozpoczęła studia muzyczne, ale z powodu problemów zdrowotnych musiała zrezygnować. Postanowiła zostać fotografem. W roku szkolnym 1933-1934 uczy się w Graphische und Lehr-Versuchsanstalt w Wiedniu. Do Londynu przeprowadziła się w 1936 roku. Pracowała dla magazynu Picture Post. 17 grudnia 1938 roku w tym piśmie ukazał się jej pierwszy reportaż Ich pierwszy dzień w Anglii. Opowiadał on historię żydowskich dzieci, które uciekły z nazistowskich Niemiec i Austrii pod pretekstem wakacji w Anglii.
Po zamknięciu pisma Picture Post w 1957 roku pracowała dla pism Nova, Holiday, Queen, Harper's Bazaar i Tatler, a także szwajcarskich magazynów Atlantis i L'Oeil. W połowie lat 60. XX wieku przestała fotografować i w 1969 roku wróciła do Austrii. Mieszkała na wsi w pobliżu Salzburga. Kiedy w 1975 roku zachorowała, wróciła do Anglii i spędziła tam ostatnie lata swojego życia pod opieką córki w Royal Leamington Spa, gdzie zmarła 9 grudnia 1979 roku w wieku 70 lat.
W 2011 roku na jej temat ukazała się  publikacja Die Fotografin Gerti Deutsch: Arbeiten 1935-1965 wydana przez Fotohof Edition.

## Rodzina
W 1938 roku została żoną Thomasa Hopkinsona, współzałożyciela, a potem redaktora naczelnego magazynu Picture Post. Mieli razem dwie córki, Nicolettę i Amandę.

## Praca
Oprócz fotografii przez całe życie jej hobby była muzyka. Wykonała wiele portretów znanych muzyków, kompozytorów, dyrygentów i śpiewaków operowych. Do najbardziej znanych należą Herbert von Karajan, Benjamin Britten, Wilhelm Furtwängler. W Londynie poznała wielu niemieckich i austriackich artystów, takich jak Oskar Kokoschka, Otto Goldfinger, Milein Cosman i Ernst Gombrich. Dzięki małżeństwu z dziennikarzem i wydawcą czasopisma Picture Post, Tomem Hopkinsonem, miała okazję poznać znanych brytyjskich pisarzy takich jak A. Huxley, W.H. Auden, John Cowper Powys i Stephen Spender, których później sfotografowała.
W 1948 roku przygotowała reportaż z Wiednia pokazując miasto pod kontrolą aliantów. Często współpracowała z Inge Morath, emigrantką z Austrii, którą poznała w Londynie. Wspólnie wykonały wiele zdjęć, ale nie znamy wszystkich aspektów ich współpracy. Latem 1960 roku Gerti Deutsch wyjechała na 6 tygodni do Japonii. Liczne fotografie, które tam wykonała, były pokazane na wystawie w Olympia w Londynie w 1962 roku.

## Wystawy
- 1957 Gerti Deutsch - obrazy z Austrii i Anglii (1932-1952), Instytut Austriacki, Londyn[10]
- 1962 (zdjęcie z Japonii), Olympia, Londyn[10]
- 2010 Między Wiedniem a Londynem - zdjęcia z Austrii i Anglii (1932-1952), Austriackie Forum Kultury, Londyn[9]
- 2011 Gerti Deutsch - zdjęcia 1935-1965, Österreichisches Kulturforum, Berlin; Galeria Fotohof, Salzburg[12]
- 2012 Vienna Shooting Girls. Jüdische Fotografinnen aus Wien, Jewish Museum, Wiedeń[13]
- 2013 Gerti Deutsch - zdjęcia z lat 1935-1965, Austriackie Forum Kultury, Praga[14]
- 2017 Gerti Deutsch (1908-1979) / Jeanne Mandello (1907-2001): Emigracyjne losy, Das Verborgene Museum, Berlin[15]